# Escândalo do caso Alstom
O escândalo do caso Alstom consiste numa série de denúncias de suborno envolvendo a empresa francesa Alstom e governos de vários países do mundo. No Brasil, foi apontado o envolvimento de autoridades ligadas ao  Governo do Estado de São Paulo. Tais denúncias foram veiculadas pela imprensa internacional, especialmente pelo Wall Street Journal e por Der Spiegel, a partir de 2008, com repercussão no Brasil, principalmente pelos jornais O Estado de S. Paulo  e Folha de S. Paulo.
Segundo foi divulgado pela imprensa, a Alstom desembolsou US$ 6,8 milhões em propinas para conseguir um contrato de 45 milhões de dólares na expansão do metrô de São Paulo.
Conforme consta de documentos enviados ao Ministério da Justiça do Brasil pelo Ministério Público da Suíça, no período de 1998 a 2001 pelo menos 34 milhões de francos franceses teriam sido pagos em suborno a autoridades do Governo do Estado de São Paulo e a políticos paulistas, através de empresas offshore, ou seja,  empresas criadas em paraísos fiscais, onde gozam de proteção por regras de sigilo que dificultam investigações. Os pagamentos teriam sido feitos mediante contratos de 'consultoria de fachada'. O valor das "comissões" pagas pela Alstom em troca da assinatura de contratos com o  Governo de São Paulo chegaria a aproximadamente R$ 13,5 milhões. Segundo concluiu o Ministério Público da Suíça, ao fazer o cruzamento de informações, esses trabalhos de "consultoria"  foram considerados fictícios.
No período de negociação e da assinatura desses contratos de consultoria, estiveram à frente da Secretaria de Energia de São Paulo - que comandava a Eletropaulo - o então genro do ex-presidente Fernando Henrique Cardoso, David Zylbersztajn (que deixou o cargo em janeiro de 1998, para assumir a direção geral da Agência Nacional do Petróleo), o ex-secretário de Coordenação das Subprefeituras da cidade de São Paulo, Andrea Matarazzo, que ocupou a secretaria por alguns meses, e o  ex-secretário estadual dos Transportes, Mauro Arce.
Um ex-diretor da Alstom contou em depoimento à Polícia Federal que a multinacional francesa pagou propina a um ex-assessor do senador Valdir Raupp (PMDB-RO), presidente nacional do PMDB, para receber uma dívida de R$ 42 milhões da Eletronorte 

## Informações sobre a Eletropaulo
A Alstom estava sendo investigada no Brasil, na Suíça e França por supostos pagamentos de propina para obter contratos com estatais em  São Paulo e  outros Estados brasileiros, que teriam sido negociados junto aos governantes tucanos por Claudio Mendes. O engenheiro francês Jean Pierre Courtadon, contratado em 1996 para dar assistência técnica e comercial para a viabilização de um contrato com a Eletropaulo, confirmou a ação do principal suspeito de negociar propinas com  os tucanos  -  Claudio Luiz Petrechen Mendes.
Conforme o jornal Folha de S. Paulo, o engenheiro Courtadon declarou ao Ministério Público que o sociólogo Claudio Mendes, apontado como pivô do caso Alstom, vendia "facilidades" e contatos com pessoas do governo de São Paulo para empresas da área de energia. Os dois estão sendo investigados no caso Alstom por suspeita de terem recebido recursos, que depois foram distribuídos entre políticos do PSDB paulista, entre 1998 e 2003, durante os governos de Mario Covas e Geraldo Alckmin. Depois, Courtadon disse que talvez tenha sido mal interpretado ao afirmar que Claudio Mendes vendia "facilidades' de acesso a membros do governo. "Como não tenho total domínio da língua portuguesa, posso ter usado inadequadamente algum termo, que causou errônea interpretação." Courtadon disse também que a Folha violou a lei ao divulgar o conteúdo de depoimento feito em investigação que corre sob segredo de Justiça. Por isso, ameaçou processar o jornal, se o conteúdo de seu depoimento fosse publicado. Na mesma matéria, o jornal defendeu-se, observando que "a  lei diz que autoridades, não jornalistas, são obrigadas a preservar o sigilo nesse tipo de investigação".
Claudio Mendes, por sua vez,  disse que nunca vendeu "facilidades" nem acesso ao governo para empresas porque não conhecia o governador Mario Covas nem seus auxiliares (Folha de S.Paulo, 27 de junho de 2008). Porém, segundo a revista Época,  Mendes, "além de ter sido um dos assessores mais próximos de Mário Covas, foi secretário-adjunto de Robson Marinho na Casa Civil."

## O arquivamento da CPI da Eletropaulo
Em 2008, a bancada  de apoio ao então governador  José Serra na Assembleia Legislativa de São Paulo bloqueou a Comissão Parlamentar de Inquérito (CPI) da Eletropaulo, impedindo que fossem investigadas ou mesmo discutidas as acusações que pesavam sobre a fornecedora de equipamentos Alstom e o governo de São Paulo. A investigação do governo suíço havia obtido um arquivo de 11 pastas, escondido na casa da secretária de um banqueiro, em Zurique, no qual está documentado que, em 1997, a Alstom começou a pagar propinas de pelo menos US$ 5 milhões a um intermediário brasileiro, identificado como  "Claudio Mendes". Esse dinheiro destinava-se a facilitar a aprovação de contratos de compra de equipamentos para hidrelétricas e para o  Metrô de São Paulo. Surgiu uma nova pista na investigação sobre a propina paga pela Alstom, a integrantes do governo paulista e do Tribunal de Contas do Estado (TCE). Trata-se do empresário José Amaro Pinto Ramos, de grande proximidade com políticos do PSDB.
Em 31 de maio de 2008 o governador José Serra declarou à Folha de S. Paulo, com relação à denúncia de propinas pagas pela Alstom a membros do governo do PSDB anterior ao seu que : não há o que investigar e que soube dos documentos suíços pelos jornais.  Sobre o fato de seu atual secretário de Estado dos Transportes, Mauro Arce, ter sido secretário de Energia durante a época em que os repasses foram feitos às offshores, Serra respondeu: Não há o que declarar.
O ex-governador e candidato a prefeito de São Paulo, Geraldo Alckmin (PSDB) também não quis comentar as investigações do caso Alstom. Segundo sua assessoria de imprensa, Alckmin apoia as investigações relativas ao caso e afirma desconhecer as irregularidades apontadas até agora pelas autoridades.
Cláudio Mendes, considerado pela imprensa "o grande negociador de propinas para políticos de São Paulo com a Alstom" (entre 1998 e 2003), segundo a Justiça da Suíça, omitiu informações sobre a sua participação em empresas de consultoria, importação e exportação no depoimento prestado ao Ministério Público brasileiro. Mendes omitiu ter sociedade na Inter Empresarial Comercial Importação e Exportação e na Techpar Engenharia e Participações, o que pode ser crime de falso testemunho. Mendes teria começado a intermediar negociações entre empresas e o governo paulista no final da década de 1980, atuando até 2004, passando pelas administrações de Orestes Quércia, Luiz Antonio Fleury, Mário Covas e Geraldo Alckmin".

## Contratos da Alstom com o governo Alckmin foram julgados irregulares pelo TCE
O TCE (Tribunal de Contas do Estado) julgou irregular uma compra de 12 trens da Alstom, no valor de R$ 223,5 milhões, feita sem licitação pela CPTM (Companhia Paulista de Trens Metropolitanos), empresa do governo de São Paulo. O contrato foi assinado em 28 de dezembro de 2005, no governo de Geraldo Alckmin (PSDB).

## Suborno de 200 milhões de dólares, naUsina Hidrelétrica de Itá
Segundo o Der Spiegel, a Alstom está sendo acusada pelo governo Suíço de ter pago em 1998, através da Compañía de Asesores de Energia, uma empresa panamenha, propinas no valor de 200 milhões de dólares  a integrantes do governo brasileiro para obter a concessão da Usina Hidrelétrica de Itá no Brasil num contrato de 1,4 bilhões de dólares. Esse é mais um dos desdobramentos do episódio que ficou conhecido como o 'Escândalo do caso Alstom'. Investigações em andamento estão sendo feitas por autoridades brasileiras e examinam 139 contratos assinados entre a Alstom e o Governo do Estado de São Paulo nos últimos anos, num valor total de 4,6 bilhões de dólares.

## Suborno no caso Alstom é o dobro, revela Justiça suíça
Documentos já auditados na Suíça, pela empresa de auditoria KPMG Fides Peat, mostram que ultrapassa a US$ 31 milhões o montante destinado pela Alstom a contas offshore, localizadas em paraísos fiscais e que foram usadas para pagar suborno a políticos em quatro países, dos quais a maior parte foi destinada ao governo de São Paulo, na gestão Geraldo Alckmin, para obtenção de contratos com estatais. A multinacional também enviou parte desses dólares para Cingapura, Indonésia e Venezuela.
Em 2011, a Alstom foi condenada pelas autoridades suíças por pagamento de propinas  para ganhar licitações para execução de obras, em vários países.
Um memorando da Cegelec - empresa comprada pela Alstom -, datado de 21 de outubro de 1997, menciona  um certo Claudio Mendes  como sendo "um intermediário do G. [governo] de São Paulo", no pagamento de  propina no valor de R$ 8,25 milhões  visando a obtenção de um contrato no valor de R$ 110 milhões com a Eletropaulo. O Ministério Público ouviu o sociólogo Claudio Luiz Petrechen Mendes, que atua na área de energia, suspeito de ser o tal "Claudio Mendes", intermediário que aparece nas investigações.

### Terceiro nome revelado
Um terceiro personagem teria intermediado negociações entre a Alstom e o governo de São Paulo no final da década de 1990. Identificado apenas como "Neves", seu nome consta em comunicado apreendido pela promotoria suíça, escrito em 23 de setembro de 1997. O manuscrito trata da extensão por 12 meses de contrato com a Empresa Paulista de Transmissão de Energia Elétrica (EPTE) - e refere-se ao aditivo 10 ao contrato Gisel - para fornecimento de equipamentos às subestações Aclimação e Miguel Reale, no Cambuci.. Os investigadores suspeitam que seja um pseudônimo de alguém ligado ao governador de São Paulo na época, Mario Covas.
"Ao lado do nome Neves aparece 8,5%, que os investigadores acreditam ser o porcentual que essa pessoa teria recebido para fazer a intermediação. Ao lado do número há também a palavra "fait" ('feito', em português). Logo abaixo está o nome Splendor, com 1% e a rubrica "fait"; e depois C.M. com 7%, sem rubrica de feito. Esse primeiro comunicado entre os diretores da Cegelec discute o porcentual que C.M. teria de receber. A sigla é revelada mais adiante como Cláudio Mendes, que deveria receber 7% de "remuneração". No corpo do texto é explicado pelo autor que C.M. é um intermediário que fazia a ligação com o governo de São Paulo."
A soma dos porcentuais pagos a Neves, Splendor e Cláudio Mendes chega a 16,5% do valor total do aditivo em questão, algo em torno de R$ 100 milhões. E, num segundo bilhete, de 21 de outubro de 1997, entre André Botto e Bernard Metz, outro executivo da Cegelec, discute-se a remuneração que seria destinada às finanças do partido no poder na época, o PSDB, ao Tribunal de Contas do Estado de São Paulo e também à Secretaria de Estado de Energia do Estado de São Paulo.
Os investigadores acreditam ter identificado três dos códigos: "RM" seria Robson Marinho, ex-secretário da Casa Civil do governo Covas e atual conselheiro do TCE. "CM" seria o sociólogo e empresário Claudio Luiz Petrechen Mendes. que atuou como lobista desde 1980 até 2004, e "Splendor" é uma das seis offshore (empresas de fachada instaladas em paraísos fiscais no exterior) por onde teriam sido feitos os pagamentos de propina pela Alstom. A corrupção estaria relacionada a um contrato de R$ 101 milhões da Eletropaulo, a antiga estatal de energia, privatizada em 1998.  Os investigadores acreditam que "Neves" era a pessoa encarregada de transformar o suborno da Alstom em "caixa de campanha do PSDB". Os investigadores acreditam que elucidarão o código "Neves" quando destrincharem o envolvimento do vereador paulistano Tião Farias (PSDB) com o episódio. Farias foi um dos assessores mais próximos de Mário Covas, e foi secretário-adjunto de Robson Marinho  na Casa Civil.
Um ex-funcionário do setor de finanças da Alstom no Brasil disse ao jornal O Estado de S. Paulo que a "remuneração" (suborno) a "consultores" e "intermediários" nos contratos como o Governo do Estado de São Paulo podia chegar a 30% do valor total de uma obra. Essa pessoa - que não quis se identificar publicamente - disse que o suborno era repassado pelas empresas subcontratadas.

## Ministério Público
Em 30 de outubro de 2013, o Ministério Público Federal, por meio do seu Corregedor Nacional, Alessandro Tramujas, instaurou reclamação disciplinar contra o procurador da República em  São Paulo, Rodrigo De Grandis, devido às suspeitas de que o procurador tenha prejudicado intencionalmente o andamento das investigações do Ministério Público da Suíça com relação ao grupo francês Alstom, arquivando o processo.
No entanto,  o Corregedor-geral do MPF, Hindemburgo Chateaubriand, não  considerou o arquivamento do processo contra a Alstom como uma falta funcional do procurador, e, segundo ele, essa situação não causou prejuízos para a investigação. Embora absolvido pela corregedoria geral do MPF, o caso segue sob investigação no Conselho Nacional do Ministério Público (CNMP).
Em 24 de outubro de 2014, o CNMP  abriu processo disciplinar contra Rodrigo de Grandis para investigar se ele descumprira dever legal da função por não colaborar durante quase três anos com as investigações do governo suíço sobre o caso Alstom. O corregedor do CNMP, Alessandro Tramujas Assad, tomou a frente do processo disciplinar contra o procurador, considerando, em despacho, haver indícios de "violação, em tese, dos deveres de cumprir os prazos processuais", falha em "desempenhar com zelo e probidade as suas funções" e em "adotar as providências cabíveis em face das irregularidades de que tiver conhecimento ou que ocorrerem nos serviços a seu cargo". De Grandis poderia apresentar a sua defesa ao Conselho Nacional do Ministério Público, mas preferiu impetrar mandado de segurança no Supremo Tribunal Federal (STF), pedindo que fosse decretada a nulidade do procedimento administrativo disciplinar (PAD). Alegou ter havido violação dos princípios do contraditório e da ampla defesa  e do  devido processo legal. Em dezembro  do mesmo ano, o mandado foi julgado pelo ministro Gilmar Mendes, do Supremo Tribunal Federal (STF), que determinou a suspensão do PAD instaurado pelo CNMP contra De Grandis. "Embora a condução e a execução dos pedidos de cooperação jurídica no caso ora analisado não tenham sido exemplares – longe disso –, não é possível atribuir ao sindicado qualquer falta funcional na situação ora analisada", dizia o despacho do ministro, com a decisão de arquivamento.

## Perdão de dívidas
Num contrato entre Alstom e Metrô, onde este apontou perdas de mais de R$ 300 milhões, o governo Alckmin fez um acordo com aquela, em janeiro de 2016, perdoando dívidas que totalizam R$ 116 milhões e dilatando o prazo de entrega do CTBC – sistema digital que visa diminuir o intervalo entre os trens – em dez anos. Ou seja, o prazo passa, do ano de 2011, para o de 2021.
O Ministério Público do Estado de São Paulo anunciou que investigará esse acordo. Para o promotor Marcelo Milani, o acordo é ilegal, pois foi assinado em âmbito de arbitragem, sem apreciação judiciária e no sentido contrário a uma recomendação anteriormente emitida pela Promotoria. "Não vejo sentido nesse acordo. O Metrô aplicou multas no limite máximo à Alstom em decorrência do contrato. Como agora perdoa essas multas? Também não é razoável que um contrato essencial para o Metrô sofra um atraso de dez anos."